# Radio Villa Francia
La Radio Villa Francia (RVF), es un medio comunitario y popular chileno, con sede en el sector Villa Francia de la comuna Estación Central.  Actualmente emite sus transmisiones por el 107.9 FM. Como medio de información también publica información a través de redes sociales, YouTube y en ocasiones, Spotify.

### Historia
Después de la vuelta a la democracia en Chile, la raadio comenzó sus transmisiones el 1 de abril de 1990 saliendo al aire por el 86.5 del dial FM en Villa Francia.  Su alcance era de solo una cuadra de la misma población de Estación Central ocupando distintas casas y departamentos que los vecinos prestaban en beneficio de la radio. Este tipo de emisiones se mantivo hasta 1996 usando recursos improvisados como antenas de televisión, radio grabadoras y transmisores ofrecidos por la comunidad. 

### Modelo de gestión
Radio Villa Francia es una estación de radio que trabaja de forma colectiva y anónima.
Para la Radio Villa Francia sigue un modelo de autofinanciamiento; es decir, se sostiene por contribuciones mensuales de sus miembros. No posee el espacio para donaciones y, además se muestra en contra de emitir publicidad o conseguir patrocinadores.

### Aporte social
En marzo de 2017, la rapera chilena Ana Tijoux publicó una columna en el sitio de Radio Villa Francia titulada “No podemos pensar un feminismo sin una lucha de clases”. En este texto, Tijoux plantea una mirada crítica del feminismo ligado a la memoria histórica, la lucha anticapitalista y la organización social. Esta colaboración refuerza el carácter político de la radio y su compromiso con movimientos sociales y causas transformadoras (El Desconcierto, 2017). RVF mantiene un sesgo consciente a las injusticias locales y del mundo, aunque no se han identificado por una posición política, se intuye que mantienen una posición de izquierda.

### Sintonía y actualidad
Aunque su señal FM está limitada territorialmente al sector de Villa Francia en Estación Central, RVF ha logrado ampliar su alcance a través de plataformas digitales. Publican contenido en redes sociales de forma constante, y si bien sus transmisiones en YouTube y Spotify son más esporádicas, han sido claves para difundir denuncias y coberturas ciudadanas. Además, a pesar de haberse legalizado como emisora en 1993, su funcionamiento comenzó antes de manera clandestina, dependiendo de antenas caseras y espacios prestados por vecinos.